# Euphorbia faucicola
Euphorbia faucicola ist eine Pflanzenart aus der Gattung Wolfsmilch (Euphorbia) in der Familie der Wolfsmilchgewächse (Euphorbiaceae).

## Beschreibung
Die sukkulente Euphorbia faucicola bildet Sträucher bis 1,5 Meter Höhe oder kleine Bäume bis 3,7 Meter Höhe aus. Die Pflanzen verzweigen sich an der Basis und bilden einen kurzen Stamm. Weitere Verzweigungen findet man nur selten. Die aufsteigenden Triebe sind drei- bis vierkantig und durch Einschnürungen in nahezu kreisrunde bis längliche Abschnitte gegliedert. Die Kanten der Triebe sind geflügelt und werden bis 3,5 Zentimeter breit. Die Dornschildchen sind zu einem Hornrand verwachsen und verkorken. Es werden bis 16 Millimeter lange Dornen und sehr kleine Nebenblattdornen ausgebildet.
Der Blütenstand besteht aus drei in einer horizontalen Linie stehenden Cyathien, von denen oft nur das mittlere voll entwickelt ist. Die Blütenstandstiele werden bis 7 Millimeter lang und die Cyathien erreichen einen Durchmesser von 7,5 Millimeter. Die elliptischen Nektardrüsen sind gelblich und stoßen aneinander. Die stumpf gelappte Frucht ist nahezu sitzend und wird 7 Millimeter lang und 12 Millimeter breit. Der annähernd runde Samen ist etwa 3 Millimeter groß und hat eine glatte Oberfläche.

## Verbreitung und Systematik
Euphorbia faucicola ist in Angola bei Menongue auf Felsen in einer Flussschlucht verbreitet.
Die Erstbeschreibung der Art erfolgte 1977 durch Leslie Charles Leach.